# Seznam ameriških hornistov
Seznam ameriških hornistov.

## A
- Jason Aquila

## B
- Thomas Bacon
- Gerald Beck

## F
- Phil Farkas
- Randall Faust

## J
- Bruno Jaenicke (1887-1946)
- David Johnson
- David Jolley

## P
- Charles Putnam

## T
- Kerry Turner

## V
- Karla Vilchez

## W
- Geoffrey Winter